# Joost de Wit
Joost de Wit (Ammerzoden, 1963) is een Nederlands voetbalbestuurder.
De Wit bekleedde, voor hij in het profvoetbal actief werd, diverse leidinggevende functies in het bedrijfsleven. Vervolgens kreeg hij een fulltime functie bij PSV. Samen met toenmalig hoofd opleiding Wiljan Vloet zette hij een talent volgsysteem op. Daarnaast werd hij gastprofessor bij het Cruyff Institute. In zijn vrije tijd voetbalde De Wit bij zaterdag hoofdklasser Roda Boys en VV Jan van Arckel.
In 2011 werd De Wit algemeen directeur van de voetbalclub RKC Waalwijk, waar hij al actief was geweest als jeugdtrainer. De club haalde direct de play-offs voor Europees voetbal en eindigde het seizoen officieel op de zevende plaats. 
Op 16 mei 2013 werd hij gekozen tot algemeen directeur bij Vitesse. Zijn grootste taak was om de club weer gezond te maken, nadat Vitesse onder eigenaar Merab Zjordania jarenlang zware financiële verliezen had geleden. In 2013 verkocht de Georgiër de club aan Aleksandr Tsjigirinski, die op zijn beurt zijn aandelen in 2018 doorspeelde naar Valeriy Oyf. De Wit was ruim vijf jaar algemeen directeur. Onder zijn leiding werd Vitesse weer financieel gezond. Verder kwalificeerde de club zich in die periode diverse malen voor Europees voetbal en won het de KNVB Beker. Op 21 februari 2019 trad hij per direct af als algemeen directeur. Hij deed dat uit onvrede over het beleid van de raad van commissarissen in Arnhem. Hij werd opgevolgd door Arnhemmer Pascal van Wijk.
De Wit werd in december 2019 aangesteld bij de UEFA. Hij gaat zich bezighouden met bestuurszaken en strategische ontwikkelingen bij clubs en federaties. Daarnaast trad hij toe tot het bestuur van stichting Basketball Experience NL (BEN).
Sinds 2020 werkt de Wit bij PSV aan het opzetten van een internationaal netwerk van partnerclubs voor PSV, dit om kennis uit te wisselen en commerciële kansen te ontwikkelen. 